# 流体质点
在流体动力学中，在连续体力学的框架内，流体质点或称流体微团是指非常少量的流体，在其随流体流动移动的整个动态历史中可以识别。 当它移动时，流体质点的质量保持不变，而在可压缩流动中，它的体积可能会发生变化。  并且它的形状由于流动的扭曲而改变。 在不可压缩流中，流体质点的体积也是一个常数（等容流）。
这个数学概念与在拉格朗日参考系中对流体运动的描述——它的运动学和动力学——密切相关。在这个参考框架中，流体包裹被标记并在空间和时间上跟随。但在欧拉参考系中，流体包裹的概念也可能是有利的，例如在定义材料导数、流线、条纹和路径时；或用于确定斯托克斯漂移。 

连续介质力学中使用的流体包裹要与物理学中的微观粒子（分子和原子）区分开来。流体包裹描述了流体粒子的平均速度和其他特性，在与平均自由程相比较大的长度尺度上进行平均，但与所考虑的特定流动的典型长度尺度相比较小。这要求克努森数很小，这也是连续统假设有效的先决条件。   进一步注意，与可以唯一识别的流体包裹的数学概念不同——以及与其直接相邻包裹的唯一区别——在真实的流体中，这样的包裹并不总是由相同的粒子组成。分子扩散将缓慢地演变包裹性质。  
对于气流，对应的术语是气块/气团。流体微团的另一个名称是流体的物质单元。  相应地，也可以引入材料线和材料表面的概念，它们总是由相同的材料元素组成并随着流体流动而移动。 流体微团的另一个名称是流体单元。 